# Tiberio Tito

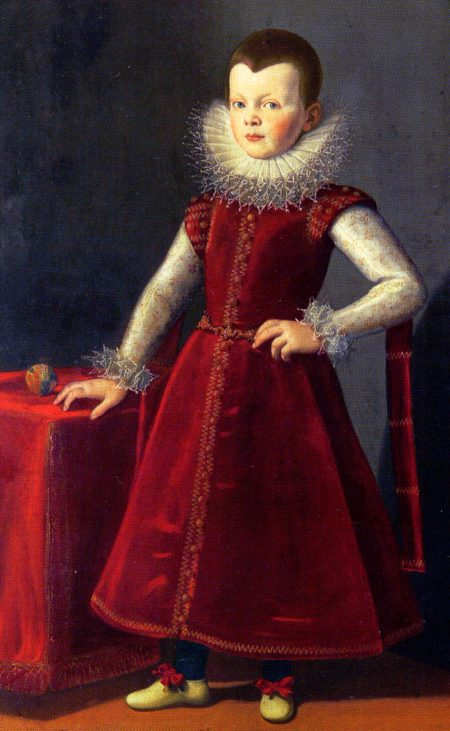
Tiberio Tito: Porträt des Francesco Medici als Kind

Tiberio Tito (* 24. Dezember 1573 in Florenz; † 10. August 1627 ebenda) war ein Florentiner Maler des italienischen Barock.

## Leben und Werk
Tiberio Tito war Sohn des aus Borgo Sansepolcro stammenden und in Florenz wirkenden Santi di Tito. Tiberio war Schüler, später Gehilfe seines Vaters und vollendete nach dessen Tode 1603 die hinterlassenen Gemälde. Unter anderem vollendete er das Porträt Mercuriales und seines Sohnes Massimiliano, das die Rückführung der Reliquien von Jerusalem nach Forlì durch den heiligen Mercurialis zeigt, und signierte es (Kirche San Mercuriale in der Abbazia di San Mercuriale, Forlì).
Tiberio Tito galt als Hausmaler der Medici als Großherzöge der Toskana. Er war auf Porträts der Familie des Erzherzogs spezialisiert. Unter seinen Kinderbildnissen ist das Porträt des kleinen Francesco Medici (1594–1614), viertes Kind von Ferdinando I. Medici und der Cristina von Lothringen aus dem Jahr 1597 bekannt. Sehr ungewöhnlich ist sein Porträt des Prinzen Leopold von Medici, das den späteren Kardinal Leopold als eineinhalbjähriges Kind zeigt (Palazzo Pitti, Florenz).
Die Werke des Künstlers finden sich über die Kirchen und Museen der Toskana verteilt.

## Werke
- Porträt von Francesco di Ferdinando I. als Kind, 1597, auf Leinwand 128 × 97 cm, Galleria degli Uffizi, Florenz
- Maria Magdalena von Österreich, Großherzogin von Toskana, Galleria degli Uffizi, Florenz
- Die Geburt der Maria, Museo Statale d’Arte Medievale e Moderna in Arezzo